# South Pacific

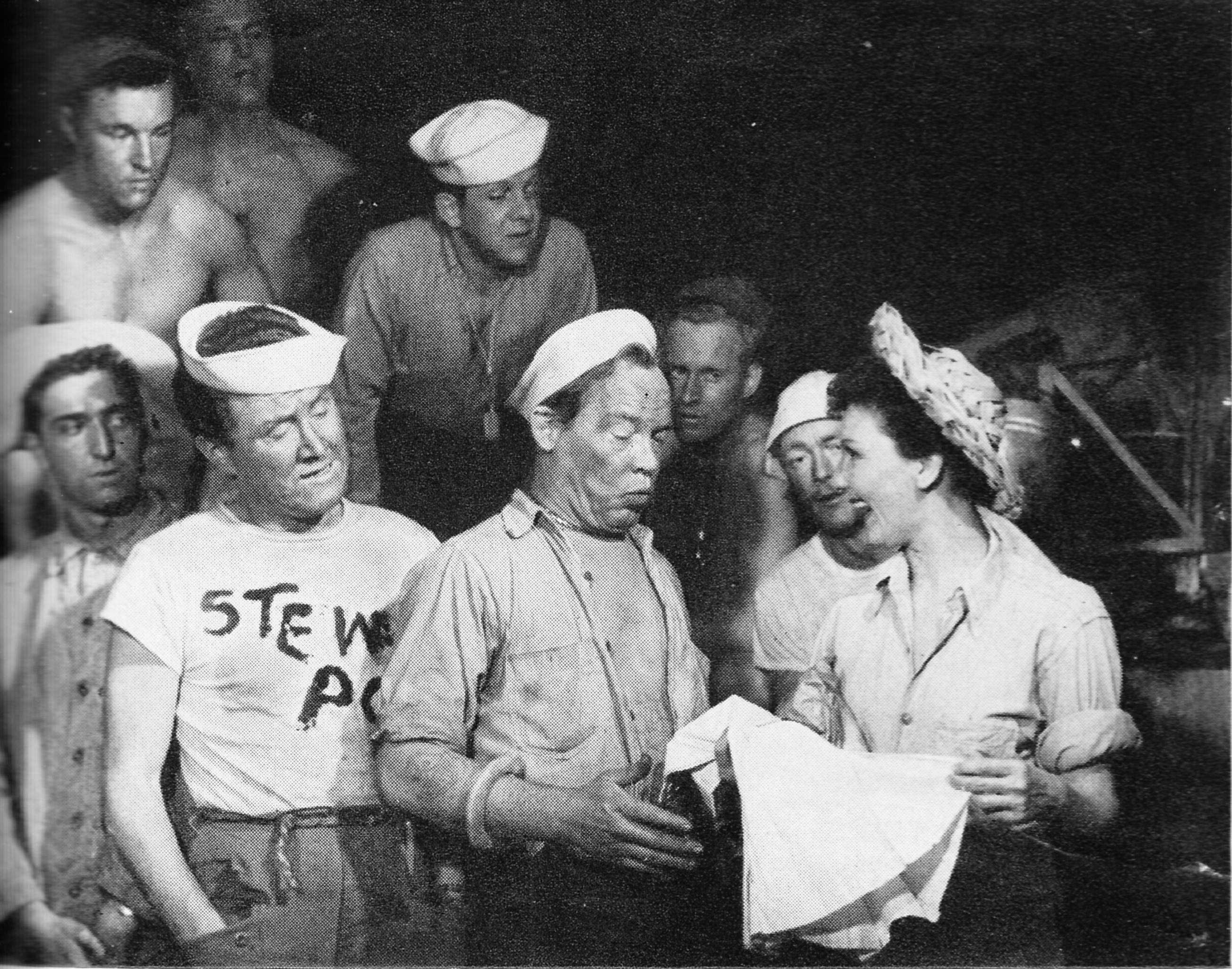
Mary Martin et Myron McCormick (au centre)

Pour les articles homonymes, voir South Pacific (homonymie).
South Pacific est une comédie musicale américaine d'Oscar Hammerstein II et Joshua Logan, musique de Richard Rodgers, créée à Broadway en 1949. L’intrigue est basée sur le livre de James A. Michener, Tales of the South Pacific, lauréat du prix Pulitzer de la fiction, publié en 1947, et combine des éléments de plusieurs de ces histoires.

## Argument

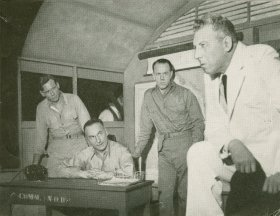
Emile (Pinza) décide de partir avec Cable (William Tabbert) et de mettre en péril la vie qu'il espère avec Nellie.

L'action se déroule sur deux îles du Pacifique Sud, durant la Seconde Guerre mondiale.
Nellie Forbush, infirmière dans l'U.S. Navy, est tombée amoureuse d'un propriétaire-planteur d'origine française, Émile de Becque. En dépit des efforts de Luther Billis, organisateur de distractions pour les marins américains, ceux-ci sont forcément attirés par la seule femme « disponible », une tonkinoise d'âge mûr surnommée « Bloody Mary », les autres propriétaires-planteurs ayant caché leurs femmes. Arrive le lieutenant Joseph « Joe » Cable, en mission d'espionnage, vers lequel Mary se sent attirée. Néanmoins, elle présente sa fille Liat à Joe qui s'en éprend. Bientôt, Nellie apprend qu’Émile a deux enfants, Ngana et Jerome, nés d'une polynésienne de « couleur ». Ses préjugés raciaux la poussent alors à rompre avec lui.
Mary croyait que Liat et Joe allaient se marier, mais ce dernier a les mêmes préjugés que Nellie et rejette la jeune tonkinoise. Émile, en désespoir de cause, accepte de partir derrière les lignes japonaises, en compagnie de Joe, pour une dangereuse mission destinée à renseigner l'État-major américain sur les prochaines opérations à mener dans le secteur. Joe n'en reviendra pas et Nellie, voyant le chagrin de Liat et croyant Émile également mort, décide de s'occuper de ses deux enfants. Lorsqu'Émile revient, ayant pu en réchapper contre toute attente, tous quatre se réunissent...

## Fiche technique
- Titre original : South Pacific
- Livret : Oscar Hammerstein II et Joshua Logan, d'après Pacific sud (Tales of the South Pacific) de James A. Michener
- Lyrics : Oscar Hammerstein II
- Musique : Richard Rodgers
- Mise en scène et chorégraphie : Joshua Logan
- Direction musicale : Salvatore Dell'Isola
- Orchestrations : Robert Russell Bennett
- Décors et lumières : Jo Mielziner
- Costumes : Motley, Dorothy Jeakins (non créditée)
- Production : Richard Rodgers et Oscar Hammerstein II, Leland Hayward et Joshua Logan (associés)
- Genre : Comédie musicale / Drame
- Date de première représentation : 7 avril 1949 au Majestic Theatre (jusqu'au 16 mai 1953), puis Broadway Theatre (à partir du 29 juin 1953)
- Date de dernière représentation : 16 janvier 1954
- Nombre de représentations : 1 925

## Distribution originale
- Mary Martin (puis Martha Wright[1]) :  enseigne de vaisseau (ens.) Nellie Forbush
- Ezio Pinza (puis Ray Middleton) :  Émile de Becque
- Juanita Hall :  Bloody Mary
- Myron McCormick :  Luther Billis
- Betta St. John (puis Irma Sandre[2]) :  Liat
- Harvey Stephens :  Commodore William Harbison
- William Tabbert :  lieutenant Joseph « Joe » Cable
- Martin Wolfson :  capitaine George Brackett
- Mardi Bayne :  ens. Connie Waleska
- Evelyn Colby :  ens. Pamela Whitmore
- Michael De Leon et Noel De Leon :  Jerome  (en alternance)
- Sandra Deel :  ens. Janet McGregor
- Bill Dwyer :  matelot Tom O'Brien
- Dickinson Eastham :  seabee Richard West
- Don Fellows :  lieutenant Buzz Adams
- Jacqueline Fisher :  lieutenant Genevieve Marshall
- Jack Fontan :  matelot Thomas Hassinger
- Alan Gilbert :  yeoman Herbert Quale
- Thomas Gleason :  sergent Kenneth Johnson
- Jim Hawthorne :  officier-marinier Hamilton Steves
- Richard Loo :  Marcel
- Roslynd Lowe :  ens. Dinah Murphy
- Barbara Luna :  Ngana
- Biff McGuire :  opérateur-radio Bob McCaffrey
- Gloria Meli :  ens. Lisa Minelli
- Henry Michell :  seabee Morton Wise
- Pat Northrop :  ens. Sue Yagger
- Fred Sadoff :  le professeur
- Bernice Saunders :  ens. Cora MacRae
- Archie Savage :  Alner
- Helena Schurgot :  ens. Bessie Noonan
- Richard Silvera :  Henry
- Henry Slate :  Stewpot
- Beau Tilden :  matelot James Hayes
- Musa Williams :  l'assistante de Bloody Mary

## Numéros musicaux
| Acte I - Overture – instr. - Dites-moi pourquoi – Ngana, Jerome - A Cockeyed Optimist – Nellie - Twin Soliloquies – Nellie, Émile - Some Enchanted Evening – Émile - Bloody Mary Is The Girl I Love – ensemble masculin - There's Nothing Like a Dame – Luther, ensemble masculin - Bali Ha'i – Mary - I'm Gonna Wash That Man Right Outa My Hair – Nellie, ensemble féminin - I'm in Love with a Wonderful Guy – Nellie, ensemble féminin - Younger Than Springtime – Joe - Finale : Some Enchanted Evening (reprise) – Nellie, Émile | Acte II - Entr'acte – instr. - Soft Shoe Dance – ensemble - Happy Talk – Mary, Liat, Joe - Honey Bun – Nellie, Luther - You've Got to Be Taught – Joe - This Nearly Was Mine – Émile - Some Enchanted Evening (reprise) – Nellie - Finale ultimo : Dites-moi pourquoi (reprise) – Nellie, Ngana, Jerome, Émile, ensemble |

## Récompenses
- Tony Award 1949 : Meilleurs décors pour Jo Mielziner pour diverses productions, dont South Pacific ;
- Prix Pulitzer 1950, catégorie drame ;
- Tony Awards 1950 : 
  - Meilleure comédie musicale pour la production ;
  - Meilleur livret pour Oscar Hammerstein II et Joshua Logan ;
  - Meilleure partition pour Richard Rodgers ;
  - Meilleur acteur dans une comédie musicale pour Ezio Pinza ;
  - Meilleure actrice dans une comédie musicale pour Mary Martin ;
  - Meilleur second rôle masculin dans une comédie musicale pour Myron McCormick ;
  - Meilleur second rôle féminin dans une comédie musicale pour Juanita Hall ;
  - Meilleur producteur pour une comédie musicale :  Oscar Hammerstein II, Richard Rodgers, Leland Hayward et Joshua Logan ;
  - Meilleure mise en scène d'une comédie musicale : Joshua Logan.

## Reprises (sélection)

### À l'étranger
- À Broadway :
  - 1955 : Au City Center, 15 représentations ;
  - 2008-2010 : Au Vivian Beaumont Theatre, 37 avant-premières, 996 représentations.
- 1950-1955 : Tournée aux États-Unis, avec Janet Blair (Nellie) jusqu'en 1953.
- À Londres (Royaume-Uni) :
  - 1951-1953 : Au Théâtre Royal de Drury Lane, mise en scène de Joshua Logan, avec Mary Martin (Nellie) — remplacée en cours de production —, Muriel Smith (Bloody Mary), Ray Walston (Luther), Betta St. John (Liat) ;
  - 1988-1989 : Au Prince of Wales Theatre ;
  - 2000-2001 : Au Royal National Theatre, mise en scène de Trevor Nunn, chorégraphie de Matthew Bourne.

### En France
Création française
- 2022 : À l'Opéra de Toulon, 25, 27 et 29 mars (3 représentations), mise en scène Olivier Bénézech, avec Kelly Mathieson (Nellie), Jasmine Roy (Bloody Mary), William Michaels (Emile), Chœur et Orchestre de l'Opéra de Toulon, direction musicale Larry Blank[3].

## Adaptations à l'écran
- 1958 : South Pacific, film musical de Joshua Logan, avec Mitzi Gaynor (Nellie), Rossano Brazzi (Émile), John Kerr (Joe), Ray Walston (Luther) ;
- 2001 : South Pacific, téléfilm musical de Richard Pearce, avec Glenn Close (Nellie), Rade Šerbedžija (Émile), Harry Connick Jr. (Joe), Robert Pastorelli (Luther).